# William Augustus, Duke of Cumberland

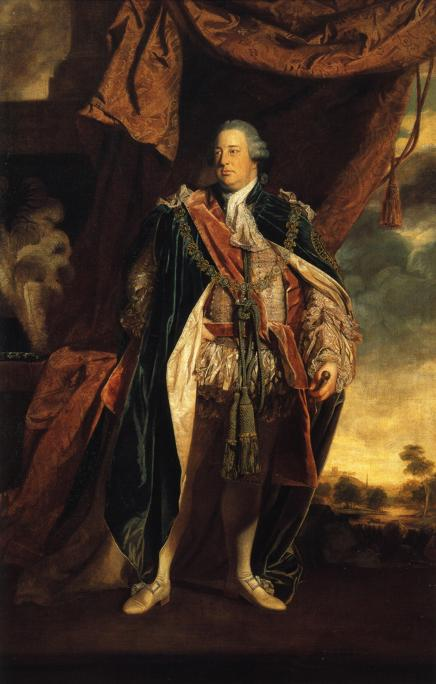
Wilhelm August, Duke of Cumberland (Gemälde von Joshua Reynolds, 1758)

Prinz Wilhelm August, Duke of Cumberland KG KB (* 15. Apriljul. / 26. April 1721greg. in London; † 31. Oktober 1765 ebenda) war Mitglied des britischen Königshauses und britisch-hannoverscher Heerführer.

## Jugend und erster Einsatz im Österreichischen Erbfolgekrieg

Wappen von Prinz Wilhelm August, Herzog von Cumberland

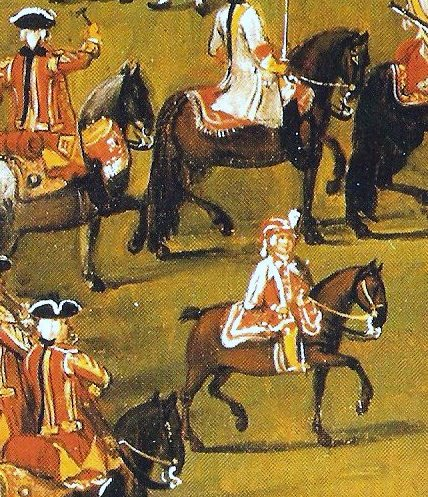
Der 14-jährige Wilhelm August in Fantasie-Husarenuniform vor kurhannoverschen Truppen (Detail des Gemäldes der Revue von Bemerode 1735 von Johann Franz Lüders, 1738)

Prinz Wilhelm August wurde als dritter Sohn von Georg II. von Großbritannien und dessen Gattin Prinzessin Caroline von Brandenburg-Ansbach in London geboren. Dorthin waren seine Eltern gezogen, nachdem sein Großvater, Georg I., König von Großbritannien geworden war.
Bereits im jungen Kindesalter wurde er 1725 zum Knight Companion des neugegründeten Order of the Bath geschlagen, 1726 in der Peerage of Great Britain zum Duke of Cumberland, Marquess of Berkhampstead, Earl of Kennington, Viscount Trematon und Baron Alderney erhoben, sowie 1730 als Knight Companion in den Hosenbandorden aufgenommen.
Cumberland trat früh in den Militärdienst und begleitete 1743 seinen Vater als Generalmajor zur Pragmatischen Armee während des Österreichischen Erbfolgekrieges in Deutschland. Er nahm an der Schlacht bei Dettingen am 27. Juni 1743 teil und wurde am Knie verwundet. 1745 erhielt er das Oberkommando über die alliierte Armee in den Niederlanden und verlor mit dem holländischen General Waldeck am 12. Mai 1745 die Schlacht bei Fontenoy gegen Moritz Graf von Sachsen.

## Zweiter Jakobitenaufstand
1746 wurde Cumberland mit dem Oberbefehl über die Truppen betraut, die gegen den in Schottland gelandeten und in Richtung London vorrückenden katholischen Thronprätendenten Charles Edward Stuart („Bonnie Prince Charlie“) entsandt wurden. Er konnte die Position der Jakobiten so bedrohen, dass diese beschlossen, sich nach Schottland zurückzuziehen, um dort die Truppen erneut aufzubauen. Am 16. April 1746 konnte der Duke of Cumberland diese erschöpften und auf etwa 5.000 Mann geschrumpften Streitkräfte in der Schlacht bei Culloden vernichtend schlagen. In dieser letzten Schlacht auf britischem Boden verfügte er über 9.000 Mann, darunter als Kern die gut ausgebildeten Truppen des vorherigen Flandernfeldzuges. Die in allen Belangen überlegenen Regierungsstreitkräfte – darunter auch regierungstreue schottische Clansmitglieder – brauchten in der offenen Feldschlacht die für die Zeit nicht völlig unüblich kurze Dauer von 25 bis 45 Minuten, um die Clanarmee nahezu aufzureiben, und kannten keine Gnade. Auf Befehl Cumberlands wurden die verletzt liegen gebliebenen Kämpfer der Highlandarmee – darunter inkorporierte Soldaten nicht-schottischer Herkunft – systematisch mit dem Bajonett erstochen. Frauen und Kinder, die wie für die Zeit üblich den Kampf beobachtet hatten, wurden getötet oder verletzt. Gefangene wurden exekutiert oder inhaftiert und – stellenweise von Cumberland aktiv befürwortet – vielfach nach Übersee deportiert. Die siegreichen Soldaten drangen – auch im Zusammenhang der Suche nach dem flüchtigen Stuart-Prinzen – plündernd, vergewaltigend und brandschatzend bis tief in die Highlands ein. In England wurde Cumberland nach seinem Sieg in Culloden als großer Retter gefeiert. Die heutige britische Armee dagegen ordnet die Schlacht im Moor von Culloden aufgrund der Brutalität, mit der Cumberland seine Truppen agieren ließ, nicht mehr unter die ruhmreich zu nennenden ein und empfindet sie mehr als Schandfleck denn als Lichtpunkt ihrer Geschichte. In Schottland nannte man Cumberland fortan den „Schlächter“ (the butcher of Culloden). Nach der Schlacht kam es zu keinem weiteren jakobitischen Aufstand mehr.

## Österreichischer Erbfolgekrieg
Vom König zum Generalkapitän aller britischen Truppen ernannt, vom Parlament durch eine jährliche Zulage von 25.000 Pfd. Sterling geehrt, übernahm er den Oberbefehl in den Niederlanden von neuem, wurde dort aber am 2. Juli 1747 mit einem zahlenmäßig unterlegenen Heer in der Schlacht bei Lauffeldt unweit von Maastricht abermals von den Franzosen unter Marschall Moritz von Sachsen geschlagen. In England wurde er nach dem Frieden zu Aachen 1748 Kanzler der Hochschule zu Dublin.

## Siebenjähriger Krieg
Im Rahmen des weltweit ausgefochtenen Siebenjährigen Krieges erhielt Cumberland als bekanntester Heerführer Großbritanniens nach der Umkehrung der Allianzen unter den europäischen Großmächten das Kommando über die Armee im Nordwesten Deutschlands, wo er mit den Streitkräften des Kurfürstentums Hannover und mehrerer Verbündeter die deutschen Stammlande des Königshauses gegen die eindringenden Franzosen unter Marschall d’Estrée schützen sollte. Dort wurde er mit einem erneut zahlenmäßig unterlegenen Heer am 25. Juli 1757 nach einem zunächst geschickt geführten Feldzug von den Franzosen unweit von Hameln in der Schlacht bei Hastenbeck geschlagen. Als Konsequenz dieser Niederlage schloss er unter dänischer Vermittlung die Konvention von Kloster Zeven, in deren Folge sich seine 40.000 Mann starke Armee über die Elbe zurückzog und das Kurfürstentum Hannover in den Händen der Franzosen ließ.
Dieser in London als schmählich empfundene Waffenstillstand mit seinen ungünstigen Bedingungen führte zum Bruch mit seinem Vater und wurde noch im gleichen Jahr von den Briten widerrufen, die in der Folge zudem ihre militärischen Anstrengungen auf dem nordwestdeutschen Kriegsschauplatz erhöhten. Der zwischenzeitlich nach England zurückgekehrte Cumberland hatte seine militärischen Ämter niedergelegt und widmete sich nach seinem Ausscheiden aus der Armee nun der Politik und der Pferdezucht. Von Juli 1765 bis zu seinem Tod war er Minister ohne Portfolio im ersten Kabinett Rockingham. Er starb am 31. Oktober 1765 im Alter von 44 Jahren unverheiratet und kinderlos in London. Mangels Nachkommen erloschen seine erblichen Adelstitel.

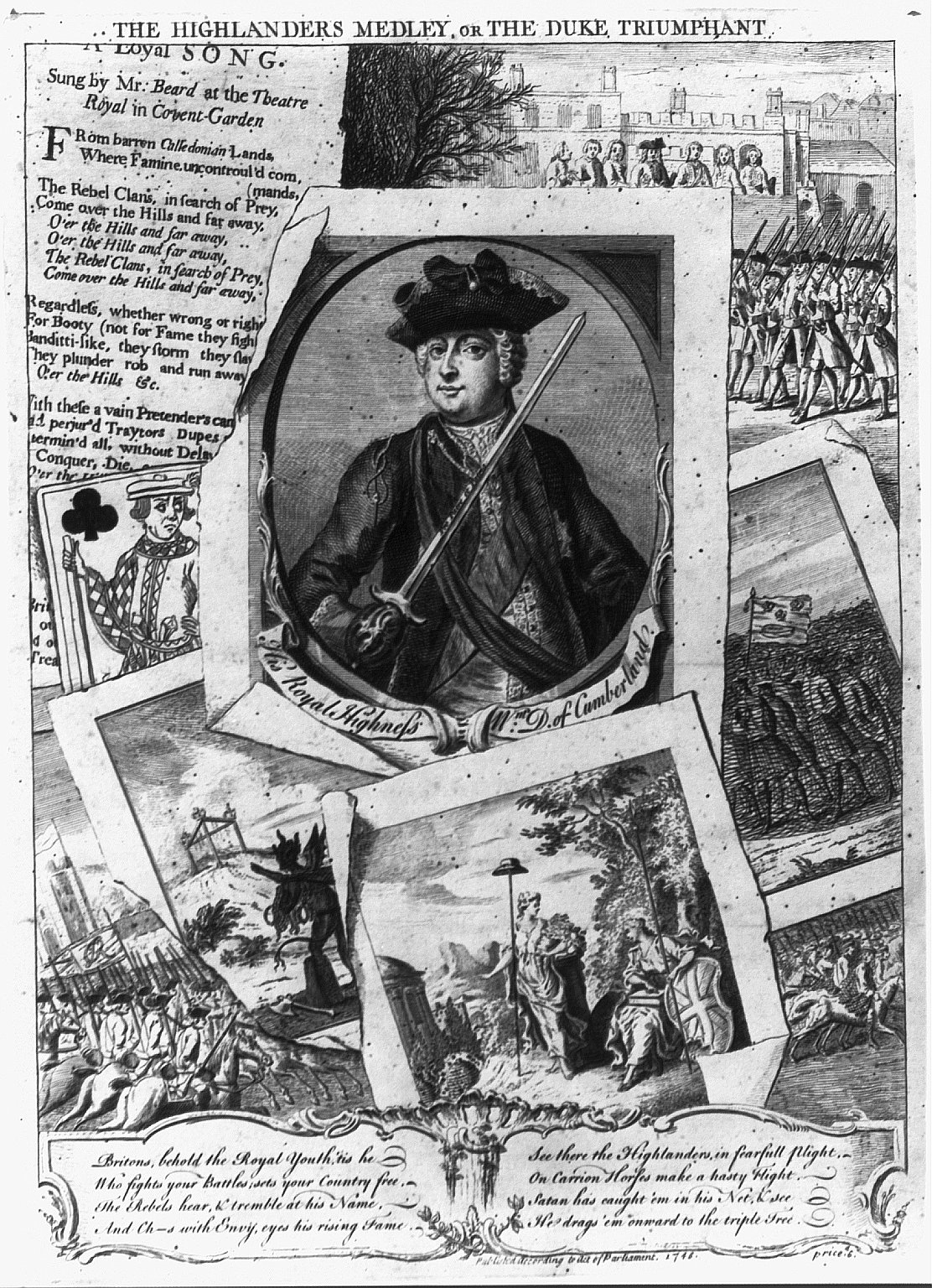
„Das Highlanders-Medley“ – Kopf- und Schulterportrait des siegreichen Dukes, mit Vignetten berühmter Schlachtszenen und Satiren und Versen, die die Eroberung der schottischen Hochländer preisen. 1746 veröffentlicht.
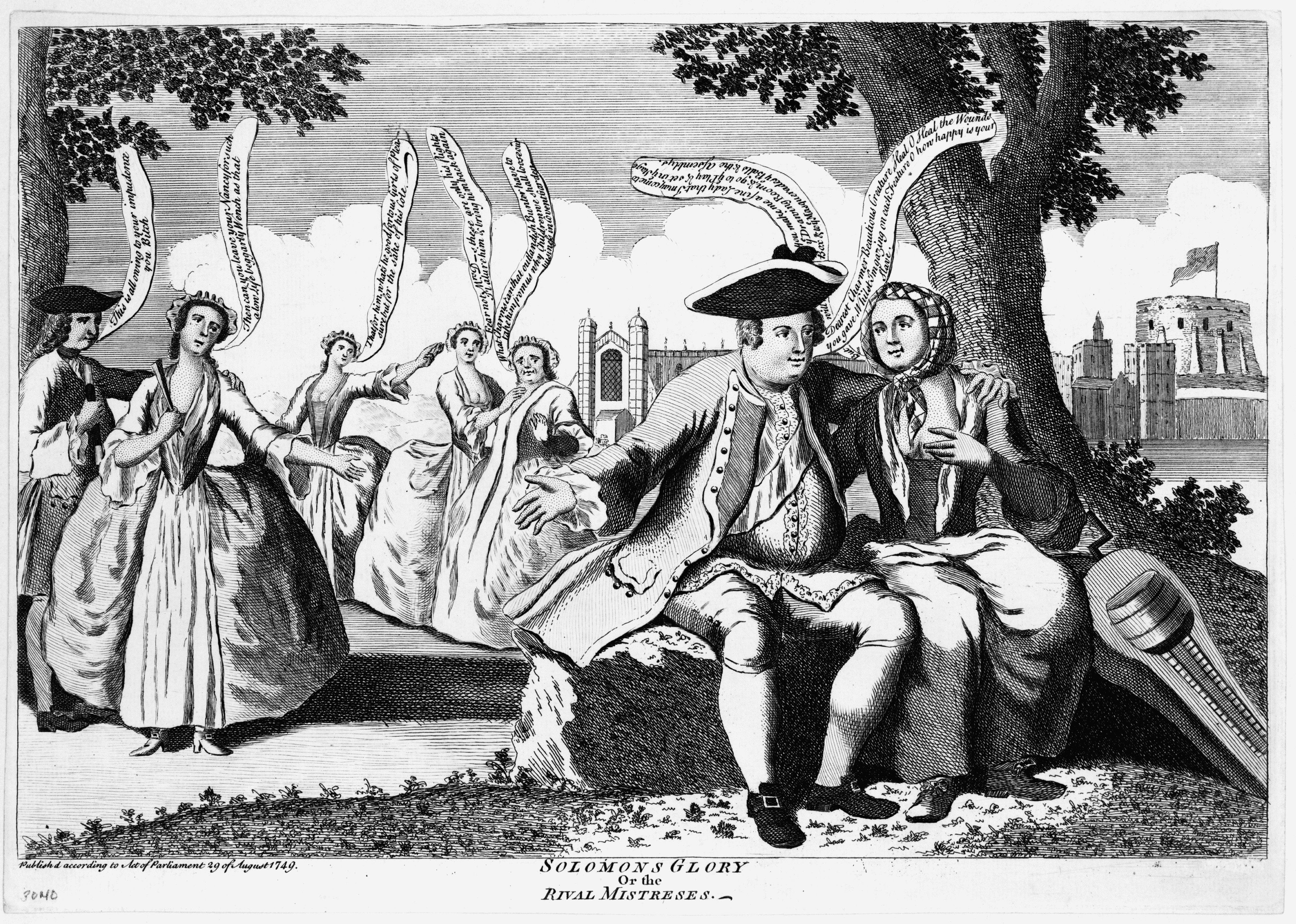
„Salomons Ruhm“ oder „Die rivalisierenden Mätressen“ – Der Duke sitzt auf einer Bank mit dem Arm um den Hals eines savoyischen Mädchens. Die rivalisierenden Mätressen des Dukes stehen im Hintergrund und sind äußerst eifersüchtig. In der Ferne sieht man Windsor Castle und die Kapelle des Eton College. Veröffentlicht anlässlich des Parlamentsgesetzes vom 29. August 1749.
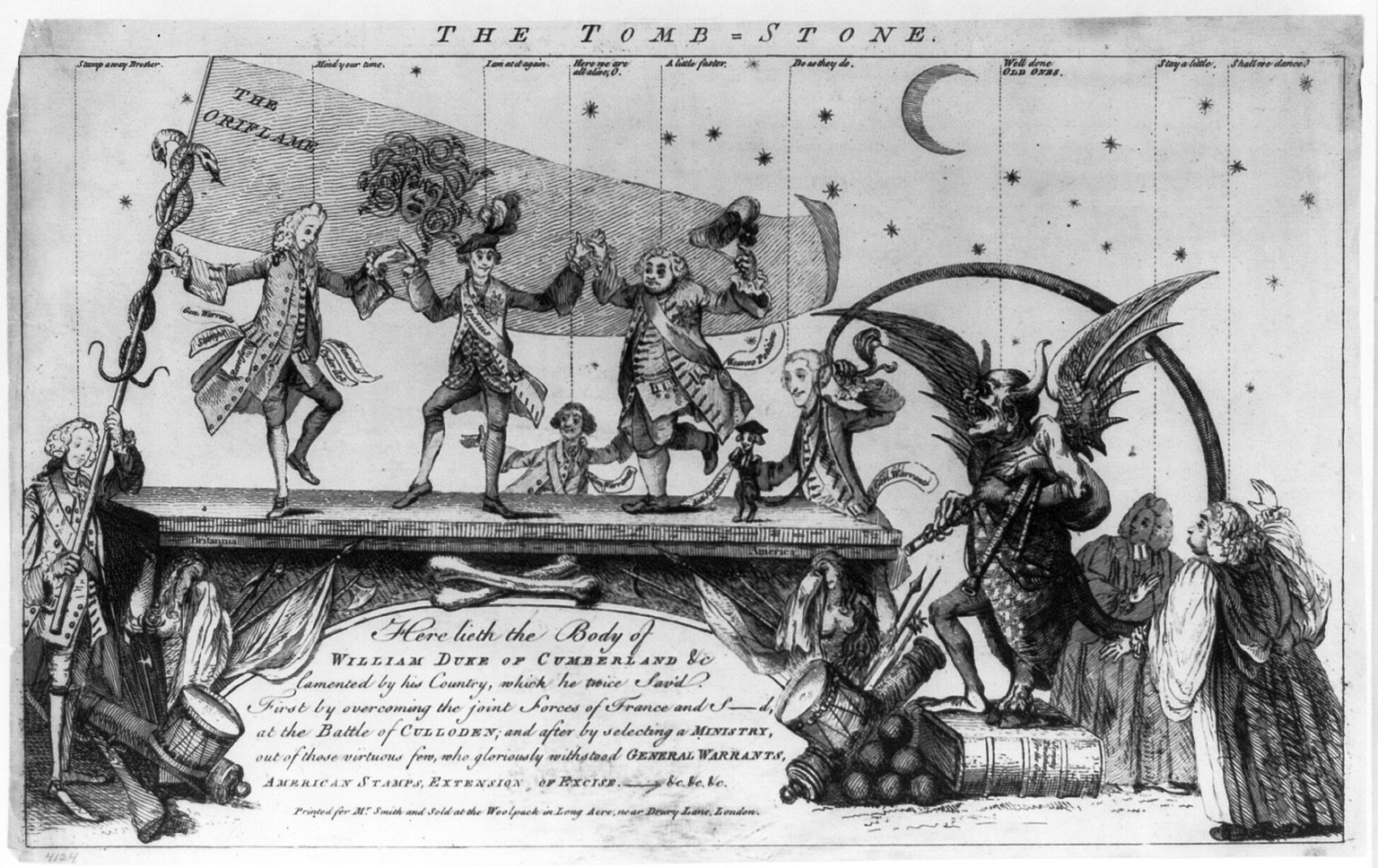
Wilhelm August, Duke of Cumberland. Der Grabstein. Der Druck zeigt mehrere Männer, George Grenville, Lord Bute, den Herzog von Bedford und als einen kleinen Hund in klerikaler Robe Dr. W. Scott mit der Aufschrift „AntiSejanus“, die auf einem Sarkophag mit Flachreliefs mit den Themen „Britannia“ und „America“ tanzen, der die Inschrift trägt: „Hier liegt der Körper von Wilhelm, Duke of Cumberland &c betrauert von seinem Land, das er zweimal rettete. Zuerst, indem er es bezwang … und danach, indem er ein Kabinett ohne diese wenigen Ehrenhaften wählte, der glorreich der GENERALVOLLMACHT, AMERIKANISCHER PRÄGUNG, STEUERERHÖHUNG, --- &c, &c, &c widerstand.“ Zur linken steht Lord Sandwich (Jemmy Twitcher), der einen Fahnenmast, der mit zwei Schlangen umwunden ist, und ein fliegendes Banner hält, das die Aufschrift „Die Standarte“ trägt und auf dem der Kopf der Medusa erscheint, vermutlich nahelegend, dass das anzustrebende Ideal verfehlt wurde. Hinter dem Sarkophag der Earl of Halifax und zur Rechten steht Earl Temple, der in seiner linken Hand den Schweif des „AntiSejanus“ und des schottischen Teufels umklammert hält, der neben ihm auf einem Buch mit der Aufschrift „Jemmy Twitchers Gesetze für die Bande“; ganz rechts stehen zwei Mitglieder der Klerus.

## Einfluss auf Rennsport und Pferdezucht
William Augustus hat wesentlichen Einfluss darauf, dass der Pferderennsport nach 1750 in Großbritannien wieder sehr populär wurde. Pferderennen waren zwar immer königliche Vergnügen gewesen. Die letzte Monarchin mit großer Begeisterung für den Pferderennsport war jedoch letztmals die 1714 verstorbene englische Königin Anne. Ihr Nachfolger, George I., hatte dagegen wenig Verständnis für die Rennleidenschaft seiner Vorgängerin gezeigt. In Newmarket, einem Ort 105 Kilometer nördlich von London, in dem seit 1174 Pferderennen veranstaltet wurden und bis ins 21. Jahrhundert Zentrum des englischen Pferderennsports, ließ George I. sogar den königlichen Palast vermieten. Ein Act of Parliament hatte 1740 sogar festgelegt, dass Rennen nur noch erlaubt seien, wenn der Siegpreis mindestens 50 Pfund Sterling sei. Mit dieser sehr hohen Summe sollte die hohe Anzahl der Pferderennen begrenzt und reduziert werden, die bis dahin in Großbritannien üblich war. Der rennbegeisterte William Augustus feierte dagegen unmittelbar nach dem Sieg in der Schlacht von Culloden seinen Sieg mit Pferderennen, die mit erbeuteten Pferden der Jakobiten veranstaltet wurden. 1750 gründete er nicht nur ein Gestüt in der Nähe von Windsor, sondern wurde auch Mitglied des gerade neu gegründeten Jockey Clubs. Zu den herausragenden Rennpferden, die William Augustus besaß, zählte unter anderem der Hengst Marske, mit dem William Augustus erstmals 1754 in Newmarket siegte.

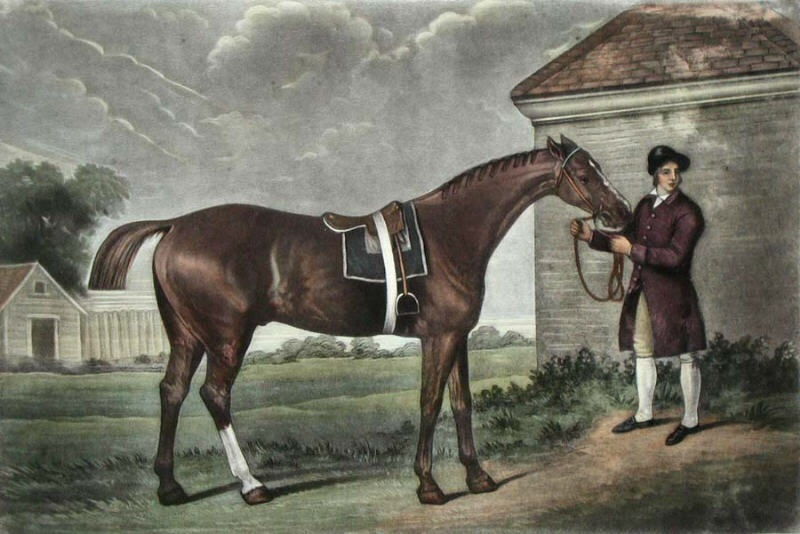
Eclipse, Nachfahre des Darley Arabian, Porträt von George Stubbs

Bedeutung sollte William Augustus außerdem als Züchter der beiden Hengste Eclipse und Herod erlangen, die nach dem Tode des Prinzen beide zu bedeutenden Vererben der Pferderasse Englisches Vollblut wurden. Eclipse stammte über die Hengste Marske, Squirt und Bleeding Childers von Darley Arabian ab. Der Araber-Hengst wurde 1700 vermutlich in Syrien geboren und von dem englischen Kaufmann Thomas Darley 1704 nach England exportiert, wo er auf dem Landsitz Aldby Park, Buttercrambe der Darley-Familie als Deckhengst eingesetzt wurde. Seine Nachkommen fielen durch ihre große Rennleistung auf, so dass sie in der Zucht des englischen Vollbluts eine dominierende Rolle einnahmen. Nach mehreren Studien gehen allein in der väterlichen Linie auf diesen Hengst 95 % aller englischen Vollblüter zurück. Wesentlichen Anteil hat dabei das Ausnahmepferd Eclipse. Das Pferd Herod wiederum hat Byerley Turk als Vorfahr, neben Darley Arabian und Godolphin Barb, der dritte der drei Gründerväter des Englischen Vollbluts. In direkter väterlicher Linie haben die Hengste, die von Darley Arabian abstammen, in der zweiten Hälfte des 20. Jahrhunderts die anderen beiden Gründerväter verdrängt. Herod und seine Nachkommen zählt jedoch zu den dominierenden Rennpferden des 19. Jahrhunderts.

## Sonstiges
Georg Friedrich Händel fügte 1751 seinem Oratorium „Joshua“ den Cumberland gewidmeten Satz „See, the Conqu‘ring hero comes“ („Seht den Sieger ruhmgekrönt“) zu, der bis heute zum patriotischen Liedgut Großbritanniens gehört und im deutschen Sprachraum als Adventslied „Tochter Zion, freue dich“ bekannt ist.
Prince William County im Bundesstaat Virginia ist nach ihm benannt.